# Paso Ganado
Paso Ganado är en ort i Mexiko.   Den ligger i kommunen Mariano Escobedo och delstaten Veracruz, i den sydöstra delen av landet, 210 km öster om huvudstaden Mexico City. Paso Ganado ligger 2 680 meter över havet och antalet invånare är 180.
Terrängen runt Paso Ganado är kuperad åt sydväst, men åt nordost är den bergig. Runt Paso Ganado är det tätbefolkat, med 411 invånare per kvadratkilometer. Närmaste större samhälle är Orizaba, 15,8 km sydost om Paso Ganado. I omgivningarna runt Paso Ganado växer i huvudsak städsegrön lövskog.